# 橋本康彦 (実業家)
橋本 康彦（はしもと やすひこ、1957年5月15日 - ）は、日本の実業家、技術者。

## 人物
兵庫県出身。灘中学校・高等学校出身。1981年東京大学工学部卒業後、川崎重工業入社。
2012年精密機械カンパニーロボットビジネスセンター長、2013年執行役員、2016年常務執行役員、精密機械・ロボットカンパニープレジデント、2018年取締役常務執行役員、精密機械・ロボットカンパニープレジデント、2020年代表取締役社長執行役員CEO。
2020年6月より医療用ロボットのメディカロイド（神戸市中央区）の会長
に就任している。日本ロボット工業会の理事も務める。